# Santana (Sabana Grande)
Santana es un barrio ubicado en el municipio de Sabana Grande en el estado libre asociado de Puerto Rico. En el Censo de 2010 tenía una población de 7291 habitantes y una densidad poblacional de 385,89 personas por km².

## Geografía
Santana se encuentra ubicado en las coordenadas 18°6′39″N 66°57′57″O / 18.11083, -66.96583. Según la Oficina del Censo de los Estados Unidos, Santana tiene una superficie total de 18.89 km², que corresponden a tierra firme.

## Demografía
Según el censo de 2010, había 7291 personas residiendo en Santana. La densidad de población era de 385,89 hab./km². De los 7291 habitantes, Santana estaba compuesto por el 86.81% blancos, el 5.01% eran afroamericanos, el 0.36% eran amerindios, el 0.01% eran asiáticos, el 0.01% eran isleños del Pacífico, el 5.83% eran de otras razas y el 1.98% pertenecían a dos o más razas. Del total de la población el 99.56% eran hispanos o latinos de cualquier raza.